# Incanotus mariaelenae
Incanotus mariaelenae is een rechtvleugelig insect uit de familie sabelsprinkhanen (Tettigoniidae). De wetenschappelijke naam van deze soort is voor het eerst geldig gepubliceerd in 2008 door Buzzetti.